# Lojze Grozde
Lojze Grozde, eigentlich Alojzij Grozde, (* 27. Mai 1923 in Zgornje Vodale; † 1. Januar 1943 in Mirna) war ein slowenischsprachiger Dichter. Er wird in der Katholischen Kirche aufgrund seines Martyriums als Seliger verehrt.

## Leben
Lojze Grozde wurde in Zgornje Vodale (Obervodalle) bei Mokronog in der Pfarrei Tržišče im südostslowenischen Gebiet Dolenjska als das außereheliche Kind von Marija Grozde und Franc Udovč geboren. Marija musste als Tagelöhnerin hart arbeiten, um den Lebensunterhalt für sich und ihren Sohn zu verdienen. Als Lojze vier Jahre alt war, heirateten seine Mutter und Franc Kovač. Da sein Stiefvater ihn nicht mochte, musste er zunächst bei Verwandten wohnen, Lojze durfte nicht zur Hochzeit und auch nicht in das neue Zuhause seiner Mutter. Er musste bei den Verwandten bleiben, obwohl es ihn sehr zu seiner Mutter zog.
Als Lojze später ein hervorragender Schüler wurde, war auch sein Stiefvater stolz auf ihn. Nach den vier Klassen der Volksschule ging er zur weiteren Ausbildung nach Ljubljana.
Mit der Hilfe seine Tante Ivanka und einer ungenannten Wohltäterin konnte Lojze seine Studien weiterführen. Er wohnte im Jünglingsheim Marijanišče und besuchte das Altsprachliche Gymnasium.
Grozde wurde Mitglied der Katholischen Aktion und später einer ihrer Anführer; er war Mitglied der Marianischen Kongregation. Nach dem Ausbruch des Zweiten Weltkrieges und nach der Besetzung von Slowenien wurde 1941 die Situation für Katholiken schwierig. Wegen des Krieges und der marxistischen Revolution spitzten sich die Verhältnisse im damaligen Königreich Jugoslawien immer weiter zu. Für Lojze war es die Zeit einer eigenen Berufsentscheidung. Aus der Tagespolitik hielt er sich heraus, er suchte seinen Weg in einem vertieften Gebetsleben, das er mit dem Einsatz für die Mitmenschen verband.

## Martyrium

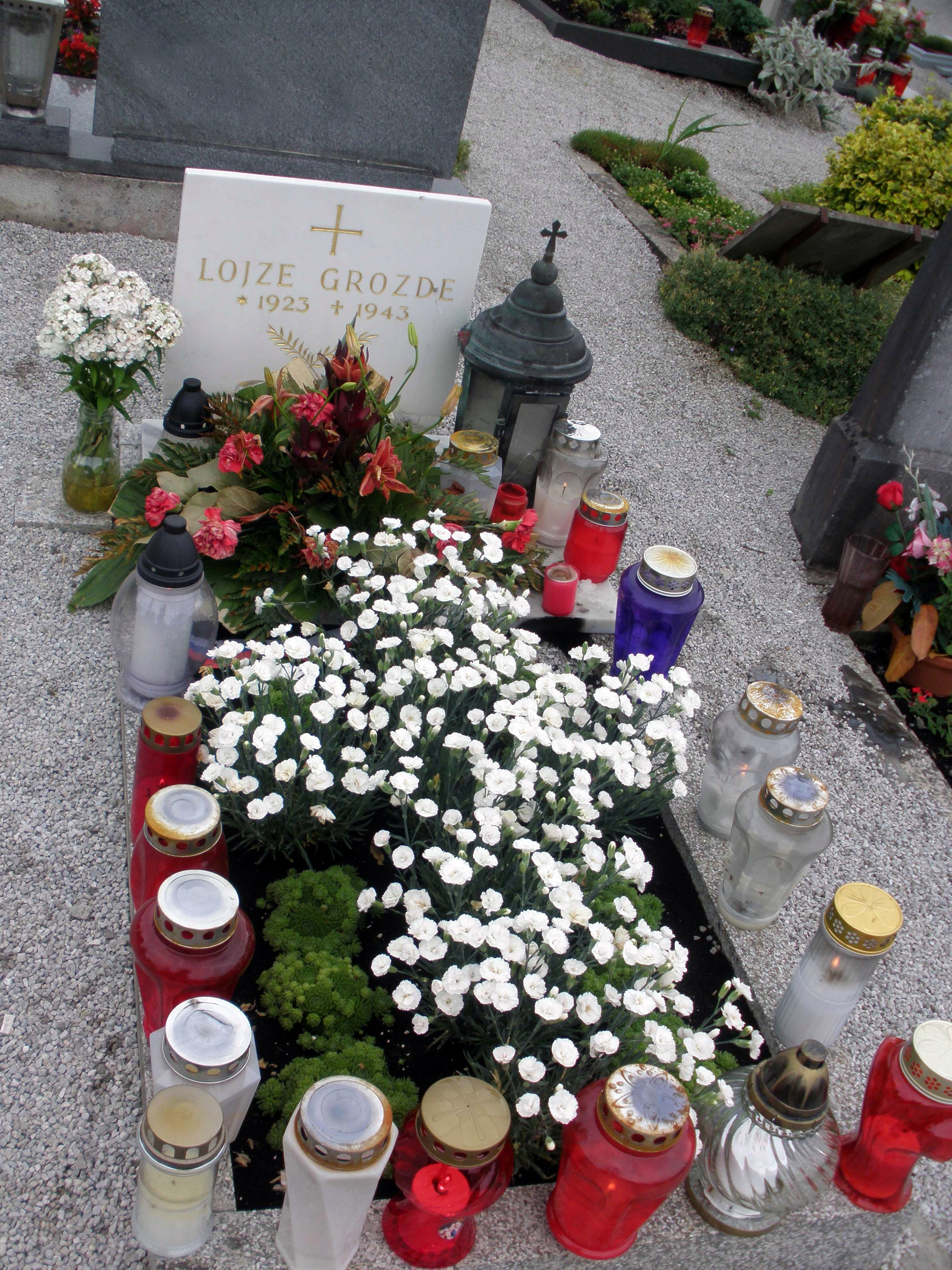
Grab von Lojze Grozde in Šentrupert na Dolenjskem, Slowenien

### Geschehnisse
Die Ferien vor dem letzten Gymnasialjahr hatte Grozde nicht zu Hause verbracht, da dort die Gewalttaten immer mehr zunahmen. Ungeachtet gutgemeinter Warnungen entschloss er sich für Neujahr 1943 für einen Heimatbesuch, wofür er eine Reisegenehmigung erbitten musste.
Am 1. Januar 1943, einem Herz-Jesu-Freitag, besuchte er im Zisterzienserstift Stična die Heilige Messe und fuhr mit dem Zug von Ivančna Gorica nach Trebnje. Da die Bahnstrecke unterbrochen war, entschloss er sich, bis Mirna (Neuring) zu Fuß zu gehen. Unterwegs konnte er auf einen Wagen aufsteigen. Am Ortseingang von Mirna holte ihn die Partisanenwache vom Wagen und begann, ihn zu verhören.
Bei sich hatte er ein lateinisches Messbuch, das Buch Die Nachfolge Christi von Thomas von Kempen und ein Büchlein über die Gottesmutter von Fátima. Die Partisanen führten ihn zum weiteren Verhör in ein nahegelegenes Gasthaus, auch um der aufgeheizten Situation wegen, die im Ort seit der Hinrichtung des Theologiestudenten Janez Hočevar herrschte, der drei Stunden zuvor erschossen wurde. Dieser wollte zu den Feiertagen seine Angehörigen im nahen Šentrupert na Dolenjskem (St. Rupert) besuchen. In Grozde sahen die Partisanen nur einen weiteren Kollaborateur und einen Zuträger der Besatzungsmacht.
In der Bevölkerung sprach man bald von einer brutalen Neujahrsfeier der Partisanenbrigade, die Mirna besetzt hatte. Manche behaupten heute zwar, es habe keinerlei Folterung gegeben, doch bereits die erste kurze Lebensbeschreibung berichtet über eine Folterung von Lojze Grozde in Mirna. Ähnliches schreibt auch Anton Strle, der wichtigste Biograph Grozdes. Er berichtet, dass der Leichnam nicht bestattet worden war, und dass sofort nach dessen Auffindung eine Kommission Spuren schwerer Gewaltanwendung feststellte.

„Der Leichnam Grozdes war vollkommen erhalten und ohne die geringste Spur von Verwesung, obwohl er schon sieben Wochen im Freien gelegen hatte und die Temperatur deutlich über Null war ... An den Füßen waren deutliche Folterspuren: die Zehen waren alle zerschnitten; an den Händen waren die Abdrücke des Strickes zu sehen, mit dem er gefesselt war, als er gemartert wurde. Genau sichtbar war, dass das ganze rechte Ohr mit der rechten Wange bis über die Lippe zum Unterkiefer hin abgeschnitten war. Mit dem Ohr wurde die gesamte Haut von der Wange gerissen. Auch die untere Hälfte des linken Ohres war abgeschnitten. Das rechte Auge war herausgeschnitten; das linke Auge aber war von einem spitzen Gegenstand durchstochen, so dass es ausgeronnen war. Am Kopf klaffte eine ca. acht Zentimeter lange und sechs Zentimeter tiefe Wunde. Das war wohl der tödliche Schlag mit einem stumpfen Gegenstand.“

So berichtet es das von acht Augenzeugen unterschriebene Protokoll. In einem weiteren Bericht ist zu lesen, dass eine weitere große Wunde sich links unterhalb des Kiefers befand. Auf diese Weise wurde Grozde, wie man berichtet, die Zunge an der Wurzel abgeschnitten. An einem Bein fanden sich unter dem Knie Spuren davon, dass Riemen geschnitten wurden, am Fuß und an der Sohle war die Haut zum Teil entfernt.

### Auffindung und Bestattung
Am 23. Februar 1943 entdeckten Schüler im Wald den unverwesten Leichnam Grozdes, welcher Spuren grausamer Folterung trug. Er wurde in das benachbarte Šentrupert gebracht, wo eine Kommission das schriftliche Protokoll erstellte. Im Anschluss daran wurde sein Leichnam auf dem Friedhof von Šentrupert beigesetzt, da eine Überführung in seine Heimatpfarrei Tržišče wegen der damaligen Verhältnisse nicht möglich war.

## Reaktionen auf das Geschehen

### Verwandte und Mitschüler, Bekannte und Freunde
Von der Nachricht über die Folterung und die Ermordung des unschuldigen Studenten waren die Menschen schockiert und die Verwandten und Mitschüler, Bekannten und Freunde tief betroffen.

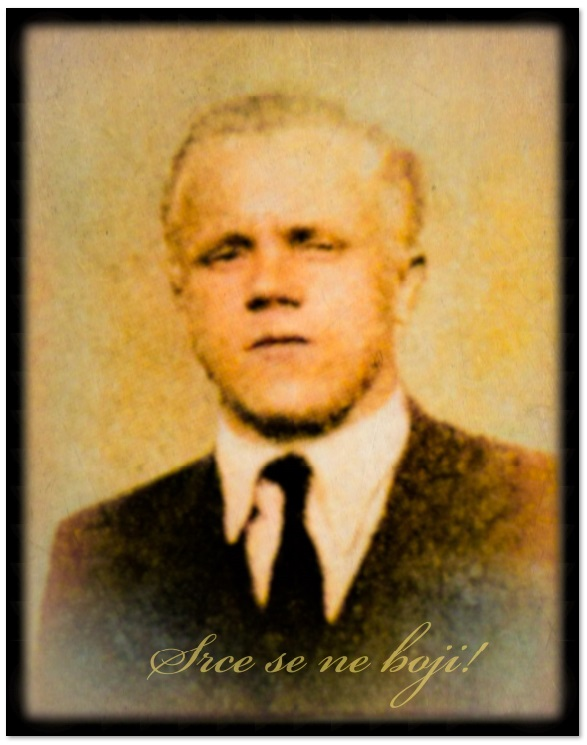
Lojze Grozde

### Pfarrer Gregor Mali
Pfarrer Gregor Mali gibt im Büchlein „Geistlicher Kalender“ vom 1. Dezember 1943 auf einer Seite eine erste kurze Lebensbeschreibung von Lojze Grozde. Er schreibt ebenfalls von einer brutalen Folterung:

„Lojze begab sich in den Weihnachtsfeiertagen 1942 auf den Weg nach Dolenjska zur Mutter und zu Verwandten. Aber er ist zu Hause nicht angekommen. In Mirna ergriffen ihn die Kommunisten, folterten ihn aufs Schwerste zwei Stunden lang und erschlugen ihn dann. Die Berichte sagen, dass er die Folterung ergeben ertrug.“

### Politkommissar Dušan Majcen-Nedeljko
Das Tal der Mirna wurde in jenen Tagen von der „Ersten schlagenden Brigade Tone Tomšič“ beherrscht, deren Stab sich auf die Neujahrsfeier vorbereitete. Ihr Politkommissar Dušan Majcen-Nedeljko schrieb gut zwei Wochen nach der Ermordung von Lojze Grozde:

„Aus der Stellung, am 19. Jan. 1943, an das Zentralkomitee der KPS: Das Todesurteil war etwas übereilt und aus präventiven Gründen vollzogen. Es war zwar erwiesen, dass es sich um ein Mitglied der Katholischen Aktion handelt, jedoch gab es keine konkreten Beweise, dass er Nachrichten überbringt. Der Stab sah sich später gezwungen, die Notwendigkeit des Todesurteils vor den Bewohnern, besonders in Št. Rupert, in einer besonderen Verlautbarung zu rechtfertigen. Hierbei muss ich selbstkritisch gestehen, dass ich mich dieses Falles zu wenig angenommen und die Verurteilung nicht verhindert habe, was ich leicht hätte tun können, wenn ich beim Brigadegericht mitgewirkt hätte ...“

### Partisanengeneral Lado Kocijan
Mladina.si – eine slowenische elektronische Wochenzeitung – schreibt, dass sich für das Schicksal von Lojze Grozde um 1995 auch der frühere Partisanengeneral Lado Kocijan interessierte. Er behauptete,

„... dass Grozde mit einem nicht adressierten Brief wichtige Nachrichten überbrachte.“

So war Lojze in den Augen des partisanischen Femegerichtes ein Kurier der Belogardisten und wurde deshalb zum Tode verurteilt.

„Es ist eine Erfindung, dass sie ihn in der Weise folterten, dass sie ihm die Haut von den Fußsohlen gezogen, die Zunge und die Zehen abgeschnitten hätten. Wohl aber haben die Partisanen den Leichnam nicht tief genug vergraben, weshalb ihm wilde Tiere durch Verbiss kleinere Wunden zugefügt haben. Es gab keine Folter ...“

behauptete der frühere Kämpfer der Brigade „Matija Gubec“.

### Narte Velikonja
Der Dichter und Schriftsteller Narte Velikonja erwähnt Lojze Grozde in seinem allegorischen Artikel „Götzendienst des Verbrechens“, in dem er die Gewalttaten der Partisanen verurteilt. Das Motto „Gottes Kinder, der Heimat Söhne, niemandes Knechte!“ von Fran Saleški Finžgar deutet er im Hinblick auf die Kriegszeit so:

„Marjan, der gestandene Kerl, war damals dabei, als Balantič verbrannte, Marjan ist noch heute dabei und deklamiert: »Freiheit dem Volk!« Also, wie steht es mit dieser goldenen Freiheit für das Volk? Wenn Freiheit für das Volk das bedeutet, dass Verbrecher frei sind, dass Daki morden darf, dass Kidrič selbst ungestraft auf seine Feinde schießen darf, wenn Freiheit darin besteht, dass slowenische Dörfer brennen, so als wären es festliche Johannisfeuer, wenn das Freiheit ist, dass der Dichter Balantič verbrannt ist, wenn das Freiheit ist, dass sie ungestraft z. B. Bürgermeister Brulc ermordet haben, einen der besten Bürgermeister Sloweniens, wenn das Freiheit ist, dass sie einen der besten Ökonomen, nämlich Burger, ermordet haben, wenn das Freiheit ist, dass dörfliche Barbaren und Arbeitsscheue ihren großen Wohltäter, Pfarrer Komljanec ermordet haben, wenn das Freiheit ist, dass sie Burschen töten durften, wie es Emmer, Zupec, Kikelj waren, wenn das die Freiheit ist, dass sie den Oktavaner Grozde zerfleischen durften, Dr. Kejžar töten durften, weil sie bei ihm einen Rosenkranz fanden, wenn das die Freiheit ist, dass sie einen solchen Pfarrer in den Abgrund werfen durften und konnten, wie es Geoheli war, dann mag ich solche Freiheit nicht. Feierlich verkünde ich: solche Freiheit mag ich nicht! Mit Verbrechern habe ich nichts gemeinsam und solche Freiheit mag ich nicht, weil ich das Verbrechen nicht mag.“

### Taras Kermauner
Der Literaturhistoriker und Dramaturg Taras Kermauner hat im Vorwort zur Biographie von Anton Strle (der ebenfalls Kandidat für die Seligsprechung ist) über Grozde geschrieben:

„Grozde vereinigt Baragas Eifer und Apostolat, die Askese und das Leiden von Gnidovec, Slomšeks Talent für Organisation und slowenisches Selbstbewusstsein... Er versinnbildlicht das gesamte Martyrium, das katholische Christen unter Indianern in Nordamerika, Slowenen während des zweiten Weltkrieges und danach ihrer Glaubenszugehörigkeit wegen erlitten haben ... Man müsste seine Persönlichkeit dem allgemeinen slowenischen Bewusstsein über die Heroen hinaus zurückgeben, die so viele Jahre gerühmt und als einzig vorbildlich in die erste Reihe geschoben wurden. Heute ist uns ein solcher Mensch wie Grozde als Vorbild notwendig: ein Märtyrer, ein Heiliger. Nicht ein Mensch der aggressiven Kriegsbetätigung, der meint, dass er Gott mit der Waffe und mit fremdem Blut Geltung verschaffen wird ... Ich scheue mich nicht zu schreiben, dass Grozde zu den größten jungen Slowenen zählt; dass gerade seine Haltung richtungweisend und inhaltlich am meisten wert ist.“

## Seligsprechung

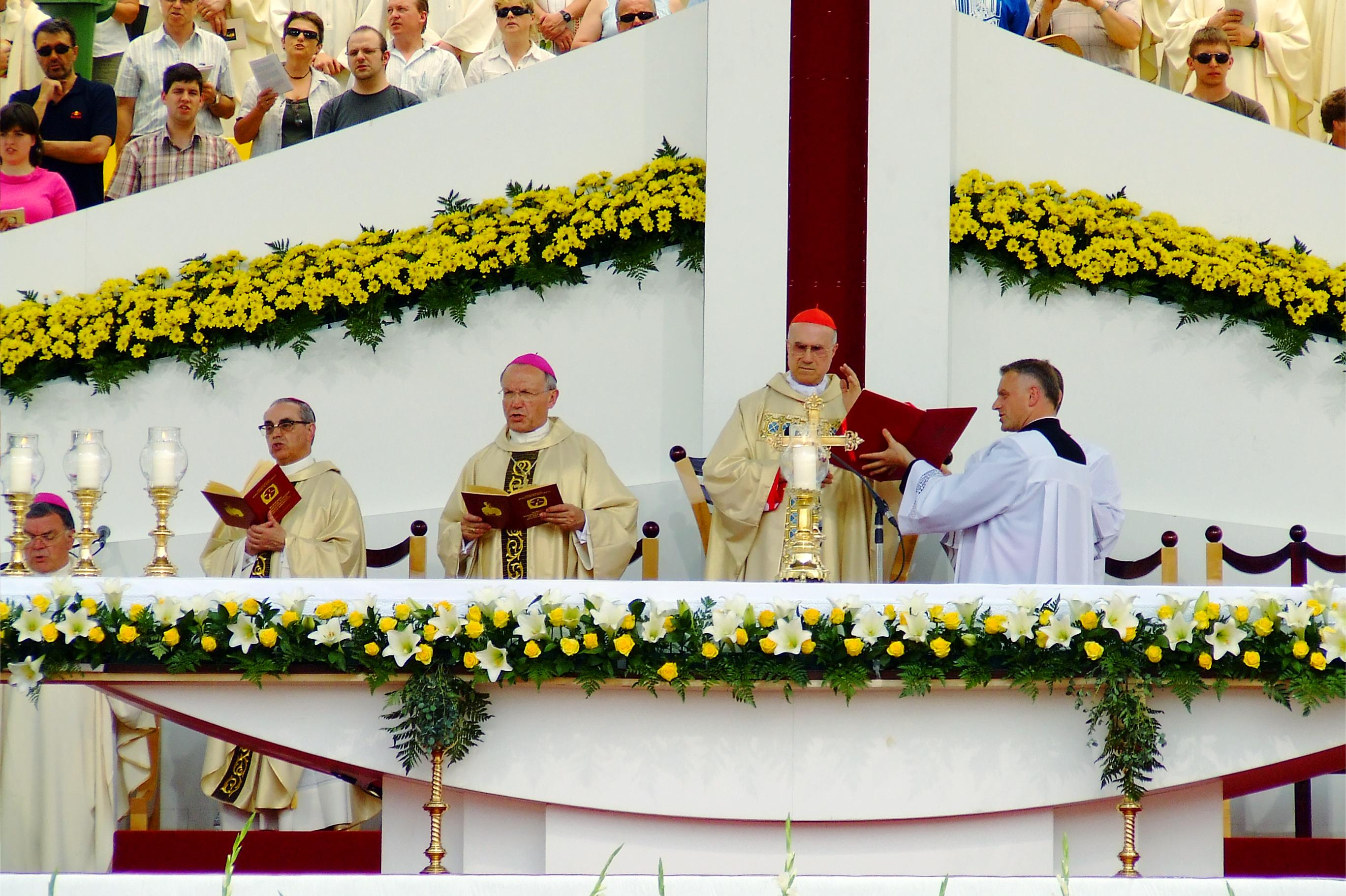
Seligsprechung in Celje 2010

Zum 50. Todestag von Grozde eröffnete die Erzdiözese Ljubljana den kirchlichen Prozess zur Anerkennung seines Martyriums und damit zu seiner Seligsprechung und Kanonisierung. Der erste Postulator für die Seligsprechung war der Salesianer Stanislav Hočevar, Erzbischof und Metropolit von Belgrad. Papst Johannes Paul II. hat bei seinem ersten Besuch in Slowenien (16.-19. Mai 1996) Grozde zweimal erwähnt. Unter anderem sagte er: „Der Diener Gottes Lojze Grozde ist nur eines der unzähligen unschuldigen Opfer des Kommunismus, die die Palme des Martyriums zum unauslöschlichen Gedenken und Bedenken hochhalten.“
Am 27. März 2010 bestätigte Papst Benedikt XVI. das Martyrium von Lojze Grozde. Die Seligsprechung des ersten Märtyrers Sloweniens erfolgte am 13. Juni 2010 durch Staatssekretär Kardinal Tarcisio Bertone im Rahmen des Slowenischen Eucharistischen Kongresses im Stadion von Celje. das mit ca. 40.000 Gläubigen gefüllt war.

## Der slowenische Dichter
Im Jahre 1991 erschien eine Art Tetralogie über Grozde mit dem Titel Slovenski mučenec Lojze Grozde (Der slowenische Märtyrer Lojze Grozde). Es beginnt mit einer Biographie, die Anton Strle nach den Aussagen mehrerer Zeugen und aus eigener Erfahrung und Erinnerung verfasste. Als Präfekt im Marianum war Strle der Erzieher von Grozde und kannte ihn wahrscheinlich am besten. Das Buch ist wohl ein Nachdruck der Biographie aus dem Jahre 1944. Nach der Veröffentlichung wurde Strle für fünf Jahre inhaftiert und anschließend wurden ihm für drei weitere Jahre die Bürgerrechte abgesprochen. Der spätere Dogmatikprofessor an der theologischen Fakultät in Ljubljana schreibt: 

„Wie schmerzten Lojze die Drangsale, die nach und nach [während des (Bürger-)Krieges] über unser Volk hereinbrachen. [Dennoch] fand Mutlosigkeit keinen Raum in Lojzes Herzen.“

Davon zeugt auch Grozdes Gedicht „Das schmerzliche Sonett“ (Bolestni sonet) aus dem Jahr 1942.
| Das schmerzliche Sonett (Ausschnitt) |
| --- |
| Slowenien, Slowenien, du meine Wunde! Vergessen, verachtet und verraten, An Feinde machtlos überlassen! Blutige Hände ergriffen dich, Dass dich sie besudeln, zerreißen - Sei ruhig, Herz, sei ruhig: Gott lebt noch. |

(Slowenische Originalfassung unten)
Janez Pogačar, der Lojze persönlich kannte, weil dessen Tante Ivanka bei ihm im Dienst war, hat einige wenige Erinnerungen schriftlich festgehalten. Darin bekräftigt er, dass Lojze nicht bereit war, eine Waffe in die Hand zu nehmen und dafür manch bittere Bemerkung hinnehmen musste.

„Dunkle Wolken zogen auf. Unschuldige Menschen wurden ermordet, vor allem in der Umgebung von Ljubljana und im Gebiet von Dolenjska. Der neunzehnjährige Lojze stellte sich die Frage, ob er nicht im Gewissen verpflichtet sei, wenn notwendig auch mit der Waffe einzugreifen. Ich erinnere mich, dass er auf eine diesbezügliche Frage meiner Schwester die entschlossene Antwort gab: „Ich bin nicht dafür.“ Die Schwester bohrte weiter: „Wofür bist du dann?“ Lojze aber schwieg.“

Die Historikerin Berta Golob stellte eine Auswahl der Gedichte von Grozde je nach Thematik zusammen: Gelegenheitsgedichte, religiöse Gedichte und Liebesgedichte. Über Grozde als Dichter sagt Kermauner: 

„Grozde offenbart sich auch in den Gedichten so, wie ihn Strle im Buch Mladec Kristusa Kralja (Ein Jünger Christi, des Königs) beschreibt. Grozdes Bestreben ist nicht: Dichter zu sein; das ist bei Balantič so. Grozde will ein Heiliger sein.“

Auffallend ähnlich aber sind sich die beiden Dichter in der dunklen Ahnung, dass der Tod nicht mehr fern ist.
Als Beispiel hier Grozdes Gedicht „Sternschnuppe“ (Utrinek) aus dem vierten Gymnasialjahr:
| Sternschnuppe (Teil) |
| --- |
| Unten ein Baum, tot und nackt; sein letztes Blatt fliegt nun zu Boden: zurück in die Erde sich kehrt. Es scheint mir - zu mir spricht's: „Sehr bald, vielleicht noch heut Abend, geht's so auch dir.“ |

Eine unbestimmte Ahnung, dass er jung würde sterben müssen, und auch über die Art und Weise seines Todes kommt so schon früh in seinen Gedichten zum Ausdruck. Wenn wir dem Bericht glauben dürfen, den Strle über die Auffindung des Leichnams von Grozde gibt, war diese Ahnung begründet.

## Film und TV
- Moj glas zliva se v prošnjo (Meine Stimme fließt zusammen in Gebet)  Dokumentarische Sendung von RTV Slowenien-1. Darin spricht auch der Erzbischof und Metropolit von Belgrad Stanislav Hočevar, der Jesuit Miha Žužek und andere.

## Bildergalerie

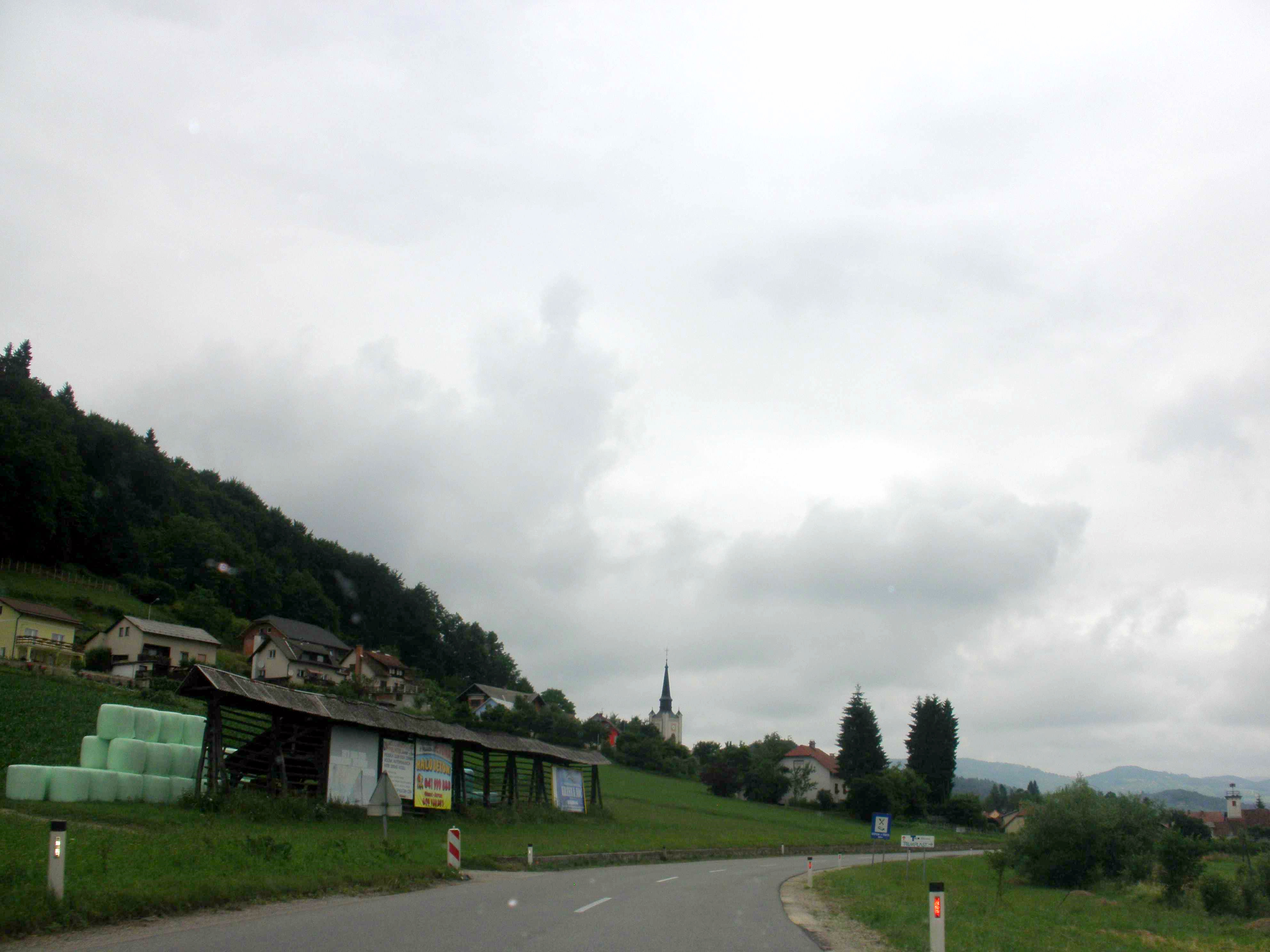
Das Dorf Mirna
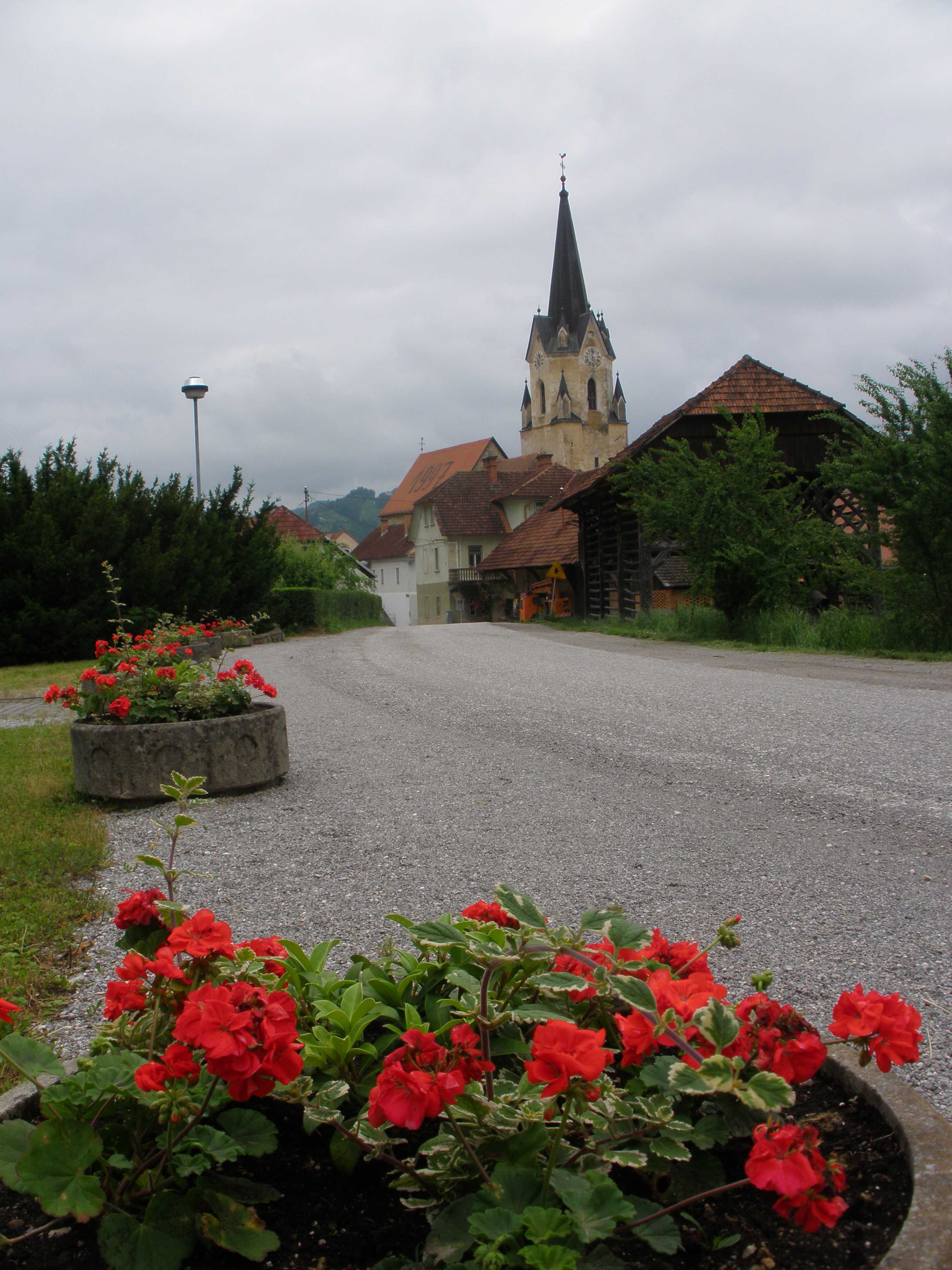
Šentrupert mit der gotischen Kirche